# Rájov (Mnichov)
Rájov je malá vesnice, část obce Mnichov v okrese Cheb v Karlovarském kraji. Nachází se asi 4,5 kilometru jižně od Mnichova. Je zde evidováno 44 adres. V roce 2011 zde trvale žilo 94 obyvatel.
Rájov leží v katastrálním území Rájov u Mariánských Lázní o rozloze 9,32 km².

## Historie
První písemná zmínka o vesnici pochází z roku 1273.  V letech 1938 až 1945 byl Rájov v důsledku uzavření Mnichovské dohody přičleněn k nacistickému Německu. Rájov byl samostatnou obcí. Od 1. ledna 1975 je částí obce Mnichov.

## Obyvatelstvo
Podle sčítání 1930 zde žilo v 110 domech 576 obyvatel. 575 obyvatel se hlásilo k německé národnosti. Žilo zde 575 římských katolíků.
| Rok            | 1869 | 1880 | 1890 | 1900 | 1910 | 1921 | 1930 | 1950 | 1961 | 1970 | 1980 | 1991 | 2001 | 2011 | 2021 |
| -------------- | ---- | ---- | ---- | ---- | ---- | ---- | ---- | ---- | ---- | ---- | ---- | ---- | ---- | ---- | ---- |
| Počet obyvatel | 606  | 660  | 692  | 653  | 648  | 592  | 576  | 154  | 139  | 142  | 96   | 82   | 72   | 94   | 98   |
| Počet domů     | 94   | 99   | 102  | 102  | 104  | 106  | 110  | 53   | 32   | 32   | 28   | 30   | 32   | 36   | 39   |

## Pamětihodnosti
- Socha svatého Jana Nepomuckého

## Další fotografie

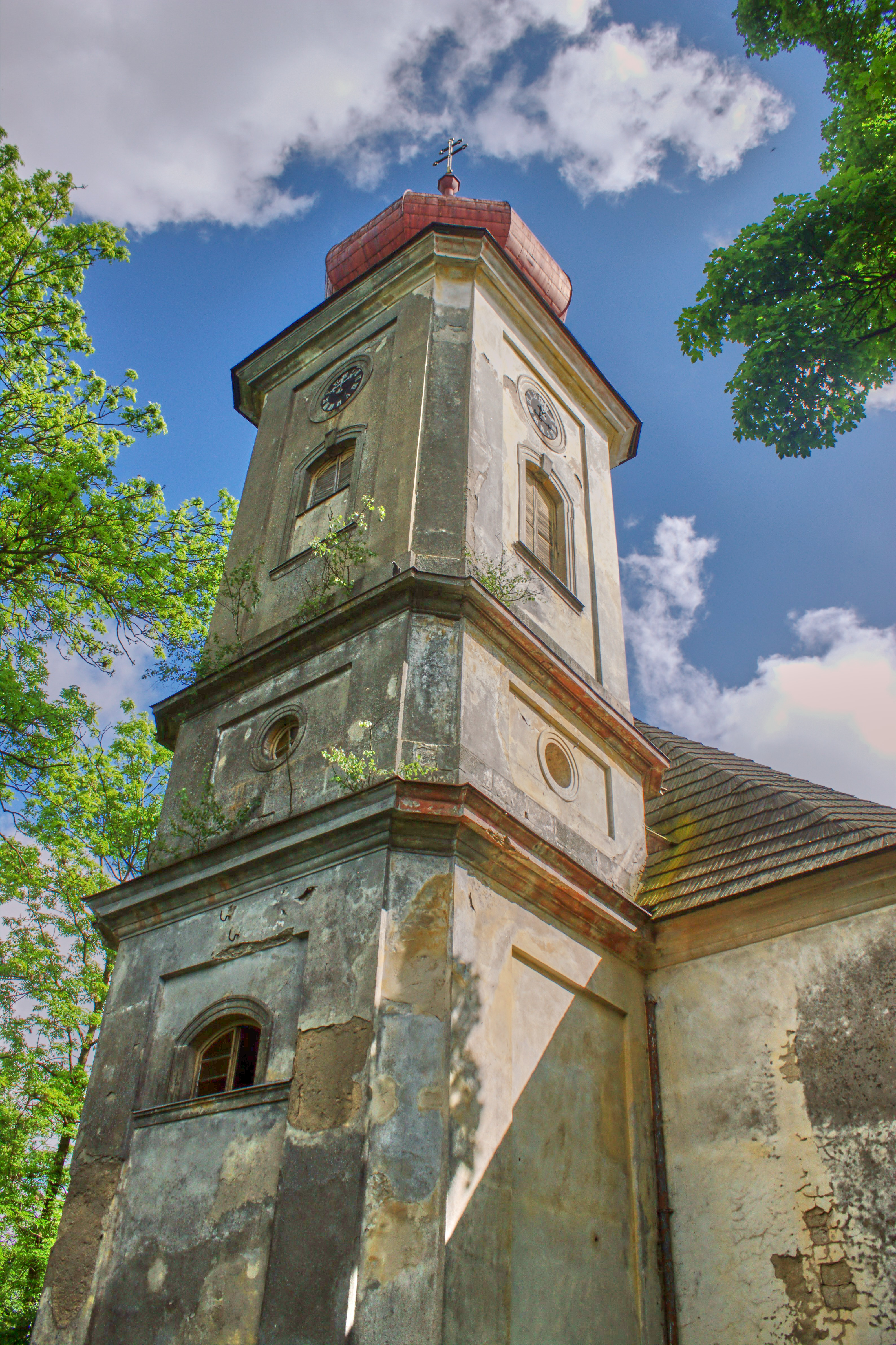
Věž opuštěného kostela svatého Jana a Pavla
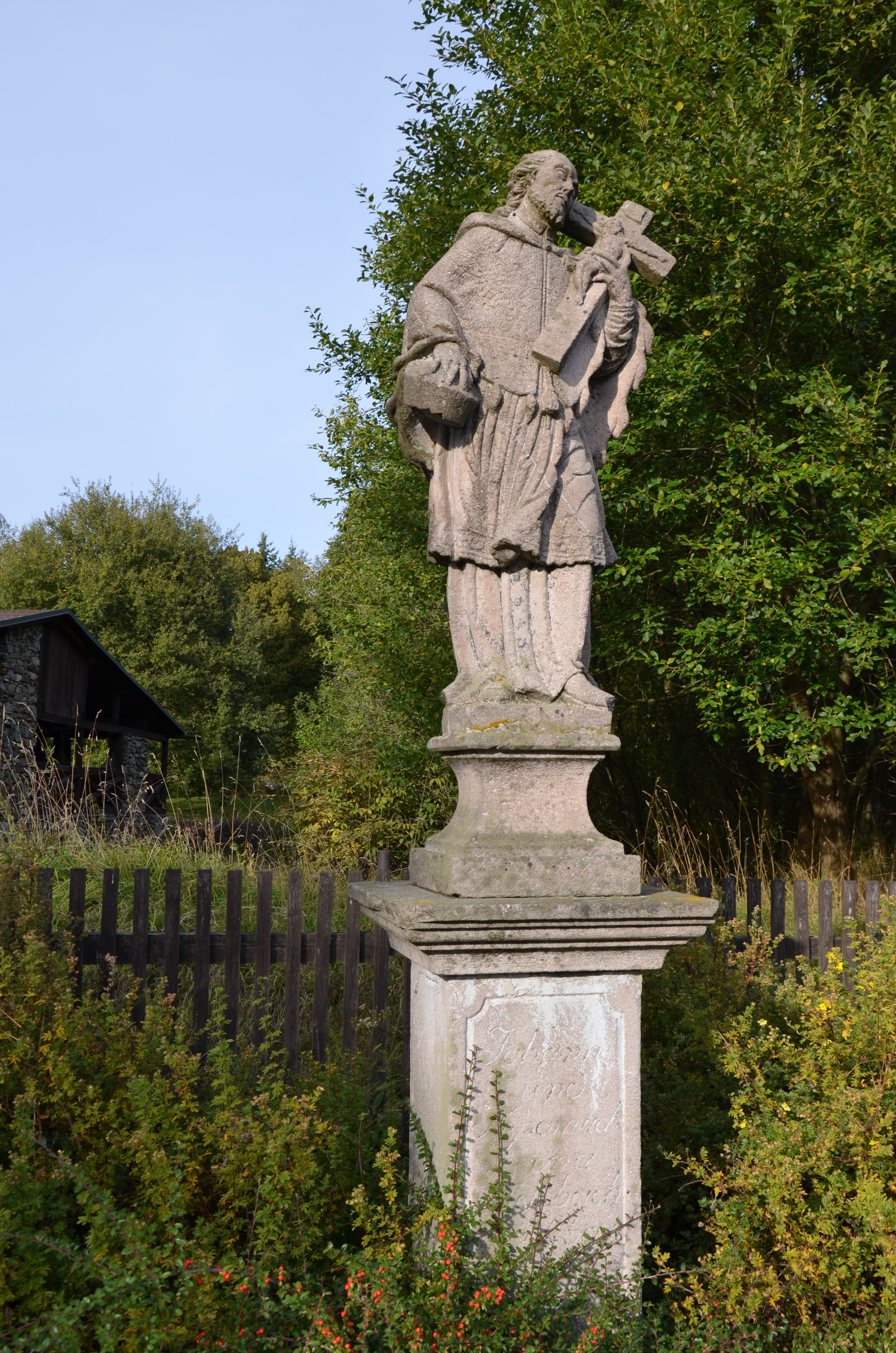
Socha svatého Jana Nepomuckého
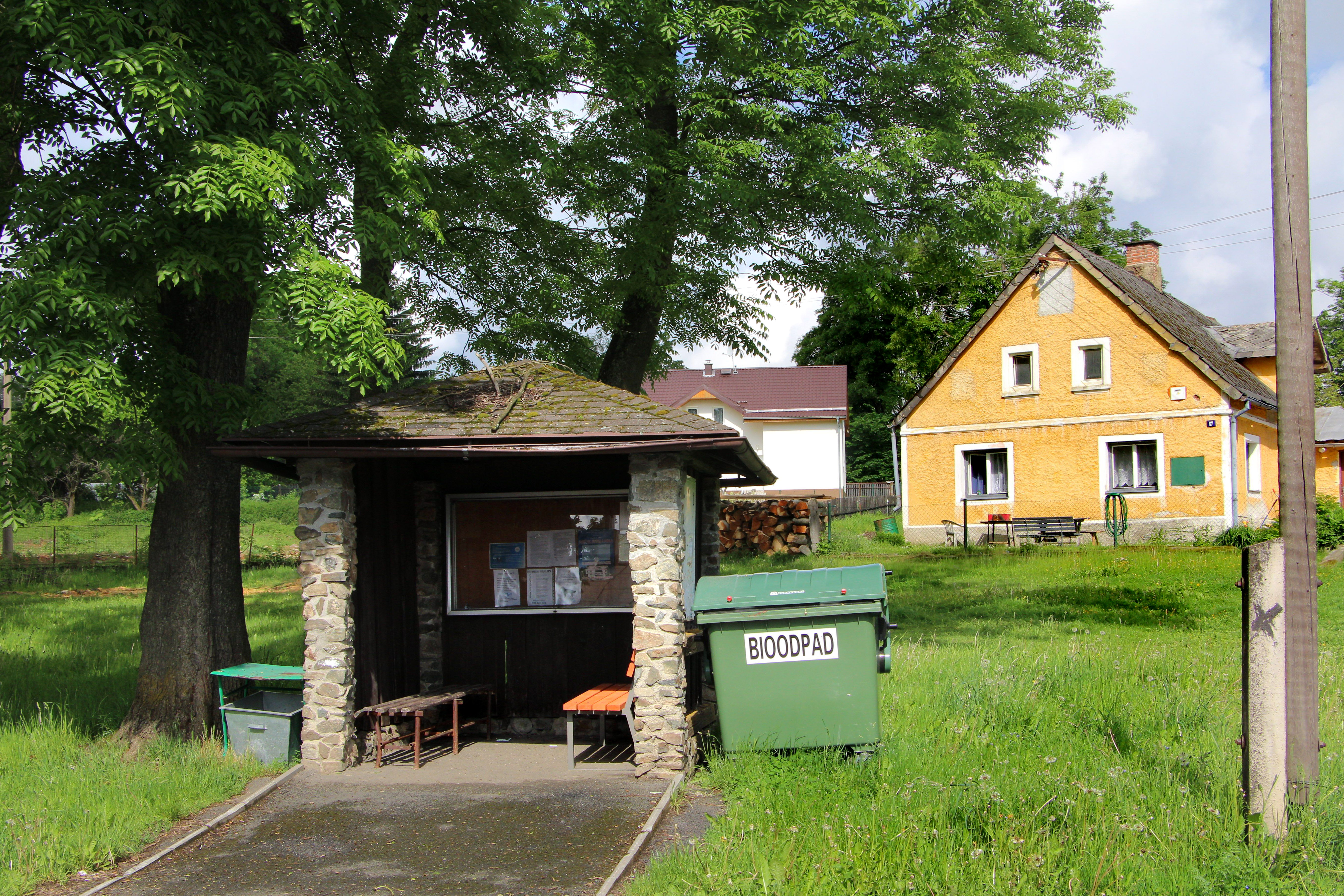
Zastávka
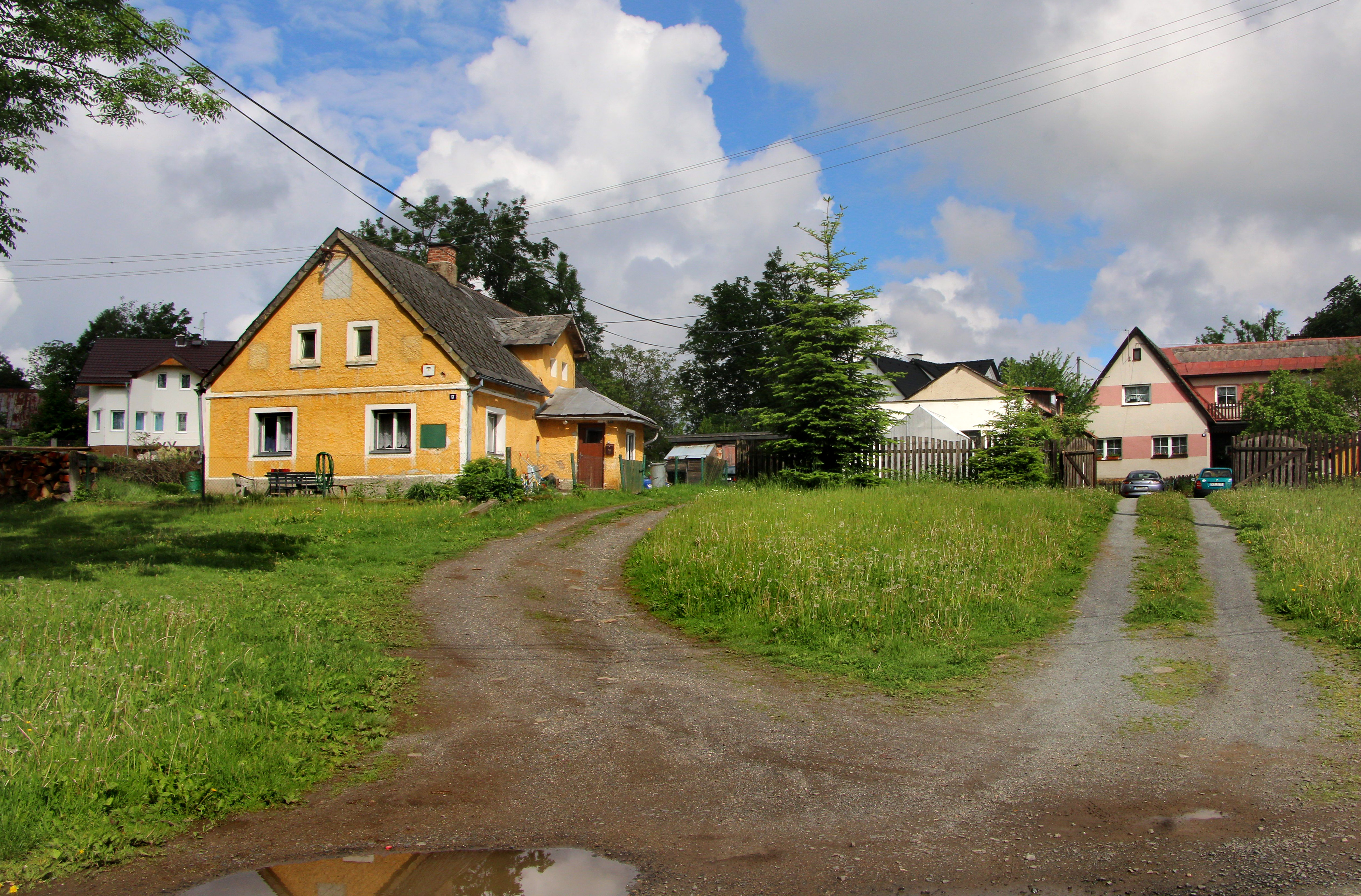
Dům čp. 67